# Гвойтова
Гвойтова (словац. Hvojtová) — річка; ліва притока Чернянки, протікає в окрузі Жиліна.
Довжина приблизно 5.4 км. Витік знаходиться в масиві Сульовські гори (схил гори Дубиця) на висоті приблизно 600 метрів.
Протікає територією села Мала Чєрна і міста Раєц. Впадає в Чернянку на висоті приблизно 445 метрів.